# Bouvaincourt-sur-Bresle
Bouvaincourt-sur-Bresle település Franciaországban, Somme megyében. Lakosainak száma 800 fő (2022. január 1.). Bouvaincourt-sur-Bresle Méneslies, Yzengremer, Incheville, Ponts-et-Marais, Beauchamps, Dargnies és Oust-Marest községekkel határos.

## Népesség
A település népességének változása:
| Lakosok száma | 816  | 836  | 863  | 868  | 850  | 832  | 833  | 816  | 800  |
|               | 2013 | 2015 | 2016 | 2017 | 2018 | 2019 | 2020 | 2021 | 2022 |